# Paysafecard

Logo Paysafecard

Paysafecard (w skrócie PSC) – elektroniczna metoda płatności przeznaczona głównie do użytku w sklepach internetowych i bazująca na systemie pre-paid założona w roku 2000. Używanie Paysafecard w 2017 roku możliwe było w 43 państwach Europy, Australii, Północnej i Południowej Ameryki.
Do wykonywania transakcji za pomocą Paysafecard wymagany jest zakup karty z wydrukowanym kodem PIN o określonym nominale i wprowadzenie tego kodu podczas zakupów przez Internet. Kod PIN może być użyty wielokrotnie, do wyczerpania środków.
Kod PIN składa się z 16 cyfr i rozpoczyna się cyfrą 0.
Kupuje je się w sklepach z możliwością kupowania kodów PIN – Paysafecard.

## Funkcjonowanie
Paysafecard są sprzedawane jako kupony w wybranych punktach sprzedaży w Argentynie, Austrii, Belgii, Chorwacji, na Cyprze, w Czechach, Danii, Finlandii, Francji, Grecji, Hiszpanii, Holandii, Niemczech, Irlandii, Kanadzie, Luksemburgu, Łotwie, na Malcie, w Meksyku, Norwegii, Polsce, Portugalii, Rumunii, Słowacji, Słowenii, Stanach Zjednoczonych, Szwajcarii, Szwecji, Turcji, na Węgrzech, we Włoszech oraz w Wielkiej Brytanii. Paysafecard jest obsługiwane w ponad 4000 sklepach internetowych.
Klienci kupują Paysafecard w formie kuponu z 16-cyfrowym kodem PIN w punktach sprzedaży lub w autoryzowanych sklepach internetowych. Punkty sprzedaży dla kart pre-paid to przeważnie sklepy, kioski, supermarkety, apteki oraz stacje paliw.
Podczas płacenia w sklepie internetowym, użytkownik wprowadza 16-cyfrowy kod i wartość, o którą konto z podanym kodem PIN zostanie obciążone. Dla większych sum możliwe jest łączenie do 10 PIN-ów Paysafecard.
Płatności Paysafecard są anonimowe. Osoba kupująca kartę z kodem PIN nie podaje swoich danych w momencie zakupu.
Aktualne saldo, historia transakcji i data wyprodukowania karty Paysafecard dostępne są na oficjalnej stronie po wpisaniu 16-cyfrowego kodu PIN.